# Юннански рибозмей
Юннански рибозмей или Юннанска цецилия (Ichthyophis bannanicus) е вид земноводно от семейство Ichthyophiidae.

## Разпространение
Видът е разпространен в Китай.